# Comuna Dmîtrivka, Kiev-Sveatoșîn
Dmîtrivka (în ucraineană Дмитрівка) este o comună în raionul Kiev-Sveatoșîn, regiunea Kiev, Ucraina, formată din satele Dmîtrivka (reședința), Kapitanivka și Mîla.

## Demografie
Componența lingvistică a comunei Dmîtrivka
     Ucraineană (94,69%)
     Rusă (4,88%)
     Alte limbi (0,3%)
Conform recensământului din 2001, majoritatea populației comunei Dmîtrivka era vorbitoare de ucraineană (94,69%), existând în minoritate și vorbitori de rusă (4,88%).